# Brodka
Brodka, właśc. Monika Maria Brodka (ur. 7 lutego 1988 w Żywcu) – polska piosenkarka alternatywna, kompozytorka, autorka tekstów i gitarzystka. Członkini Akademii Fonograficznej ZPAV.
W 2004 zwyciężyła w finale trzeciej edycji programu telewizyjnego Idol, po czym wydała debiutancki album studyjny pt. Album, który uzyskał status złotej płyty w Polsce, sprzedając się w nakładzie 35 tys. egzemplarzy. Na koncie ma pięć albumów studyjnych oraz dziewięć Fryderyków.
Początkowo wykonywała muzykę pop, w późniejszych latach ugruntowała sobie pozycję na scenie różnorodnym gatunkowo repertuarem. Jej utwory oscylują wokół wielu stylów muzycznych, dzięki czemu nie daje się jednoznacznie sklasyfikować i znana jest jako eksperymentatorka. Materiał piosenkarki składa się z art popu, electropopu, folktroniki, dance-popu, dance-punku, indie popu, popu psychodelicznego, indie rocka, rocka alternatywnego, rocka i pop-rocka, lecz inspirowany jest wieloma innymi nurtami; również w sztuce.

## Rodzina i edukacja
Pochodzi z Twardorzeczki, wsi koło Żywca. Wychowała się w góralskiej rodzinie o tradycjach muzycznych. Jej ojcem jest Jan Brodka, kierownik zespołu pieśni i tańca Ziemia Żywiecka.
W wieku sześciu lat podjęła naukę gry na skrzypcach. Ukończyła I Liceum Ogólnokształcące im. Mikołaja Kopernika w Żywcu w klasie językowej.

## Kariera muzyczna
W 2003 wzięła udział w trzeciej edycji programu telewizji Polsat Idol i w styczniu 2004 wygrała jego finał, zdobywając 69% głosów telewidzów.
27 września 2004 wydała debiutancki minialbum, zatytułowany Mini Album vol. 1. Zawierający sześć piosenek minialbum promowała singlem „Ten”. 25 października wydała Mini Album vol. 2, a także długogrający album pt. Album, który zadebiutował na 8. miejscu listy OLiS w Polsce. W grudniu 2004 otrzymała nominację do nagrody Paszport „Polityki” w kategorii „Estrada”.
W 2005 została nominowana do Nagrody Muzycznej Fryderyk w kategoriach: „album roku pop”, „nowa twarz fonografii” oraz „wokalistka roku”. 10 czerwca z piosenką „Miałeś być...” wygrała konkurs premier na 42. Krajowym Festiwalu Piosenki Polskiej w Opolu. Została także wyróżniona statuetką plebiscytu Superjedynki w kategorii „Debiut” oraz nagrodą słuchaczy Radiowej „Jedynki”, którą był koncert w studio im. Witolda Lutosławskiego. 7 września uzyskała za Album złotą płytę, za sprzedaż w nakładzie 35 tys. egzemplarzy. W październiku nagrała piosenkę „Horoskop” razem z duetem WSZ & CNE. Utwór znalazł się na wspólnej płycie raperów pt. Jeszcze raz.
20 listopada 2006 wydała drugi album studyjny pt. Moje piosenki. Promowała go singlami „Znam cię na pamięć”, „Miał być ślub” i „Za mało wiem”. W 2008 nagrała trzy piosenki, „Znowu przyszło mi płakać”, „Mam nowy plan” i „Piosenka z głowy”, na potrzeby ścieżki dźwiękowej do serialu TVN BrzydUla.
20 września 2010 wydała trzeci album studyjny pt. Granda. Wydawnictwo promowała w Polsce podczas trasy koncertowej Granda Tour. W listopadzie 2011 za sprzedaż albumu uzyskała status dwukrotnej platynowej płyty, natomiast w 2012 za promujący płytę wideoklip do utworu „Krzyżówka dnia” odebrała Fryderyka w kategorii „teledysk roku”. W 2014 album uznany został, w plebiscycie internautów ZPAV, najlepszą płytą nagrodzoną Fryderykiem w ostatnich 20 latach w kategorii Muzyka rozrywkowa.

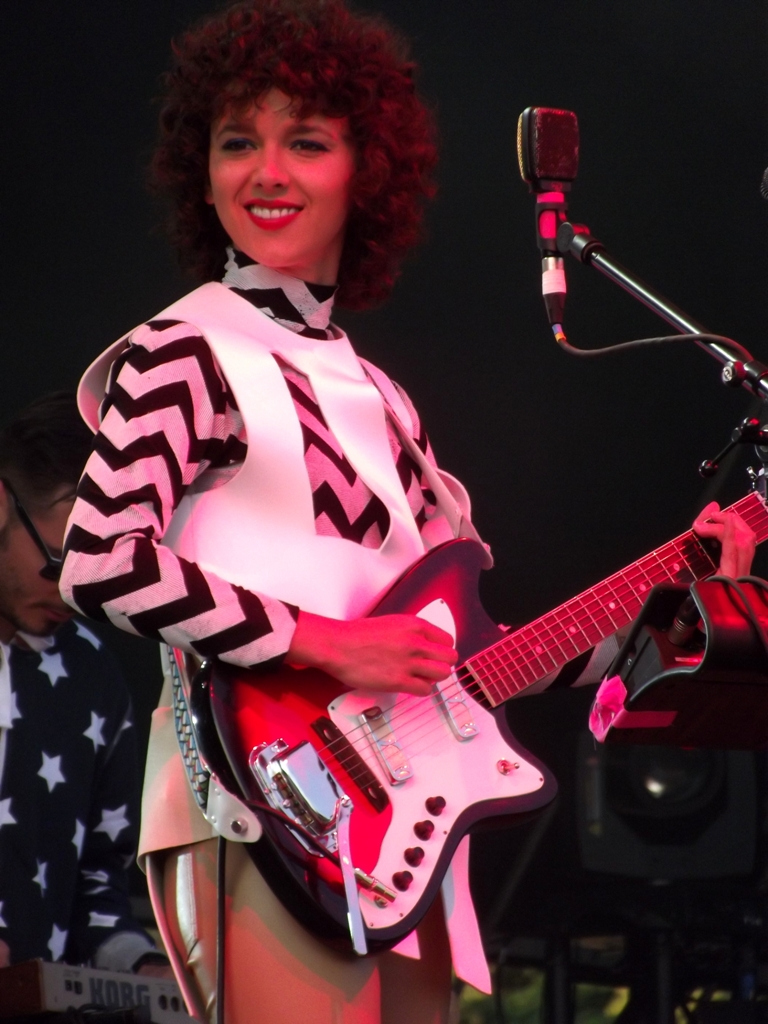
Brodka na Brodka Life Festival Oświęcim w 2013

30 maja 2012 wydała cyfrowo trzeci minialbum pt. Lax, który nagrała w Red Bull Studio w Los Angeles, a jego producentem został Bartosz Dziedzic. EP-kę promowała singlami: „Varsovie”, do którego powstał teledysk wyreżyserowany przez Antoniego Nykowskiego, i remiksem piosenki „Dancing Shoes” zrealizowanym przez zespół Kamp!. Również w 2013 została nominowana do Fryderyków 2013 w najważniejszych kategoriach: „artysta roku”, „album roku” (za Lax) oraz „utwór roku” (za „Varsovie”), a także została Kobietą Dekady „Glamour”.
13 maja 2016 we współpracy z londyńską wytwórnią PIAS i Kayax, wydany został kolejny album pt. Clashes, za którego produkcję odpowiadał Noah Georgeson. Album promowała singlami „Horses” i “My Name Is Youth” oraz „Santa Muerte” i „Up in the Hill”, do których samodzielnie wyreżyserowała teledyski. Płyta zyskała status platynowej.
18 maja 2018 dołączyła do grona artystów współpracujących z MTV Unplugged. Efektem współpracy był album prezentujący przekrojowy materiał piosenkarki w odsłonie unplugged, jak i seria koncertów podczas dwóch tras koncertowych. W lipcu w duecie z Agimem Dżeljiljim nagrała swoją wersję piosenki Izabeli Trojanowskiej „Wszystko czego dziś chcę” na potrzeby ścieżki dźwiękowej do serialu Showmax Rojst. Utwór ten uzyskał nominację do Fryderyków 2018 w kategorii „Nowe wykonanie”.

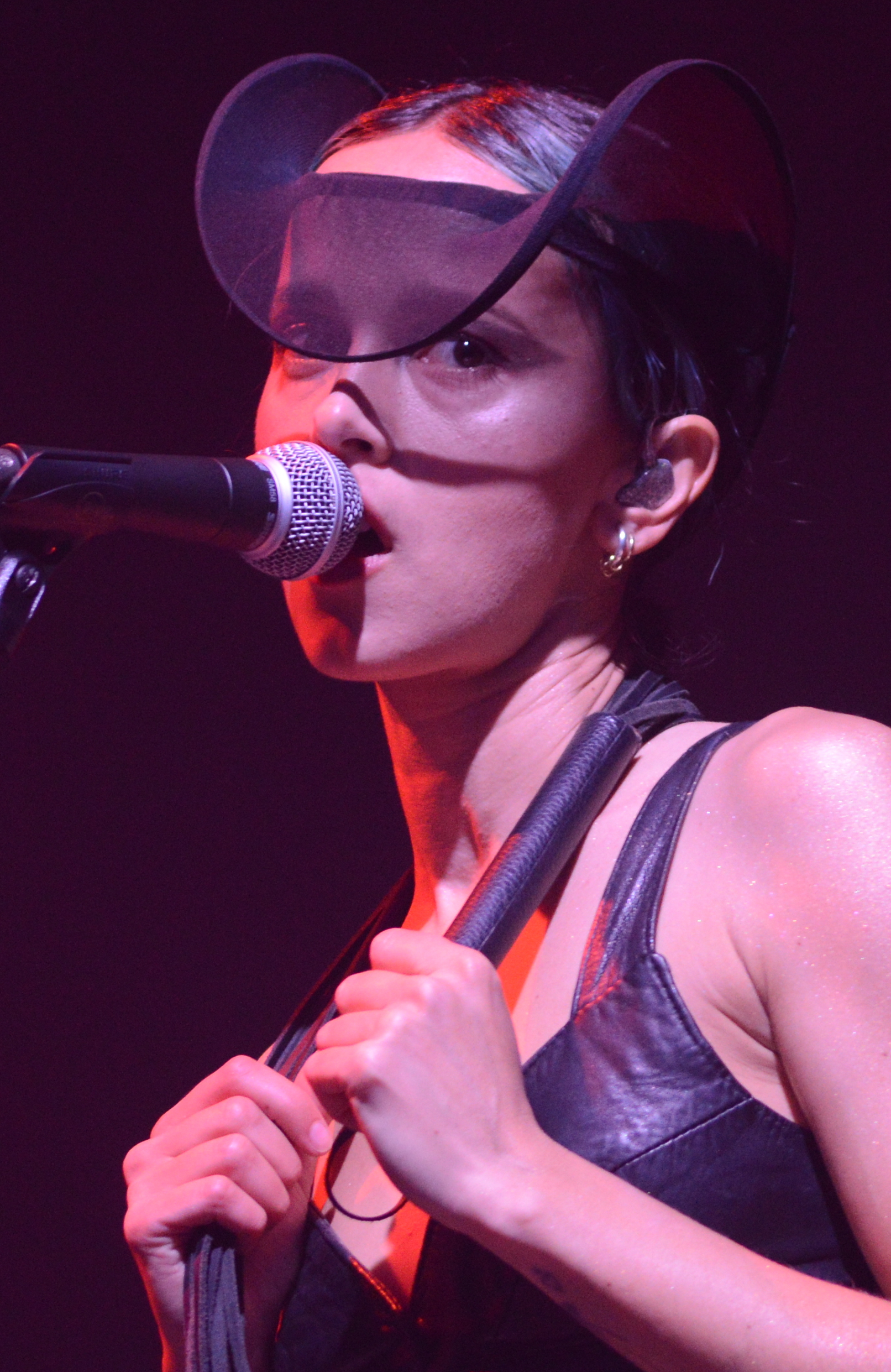
Brodka (2022)

W maju 2020, w trakcie trwania pandemii COVID-19, wzięła udział w akcji #hot16challenge2, promującej zbiórkę funduszy na rzecz personelu medycznego. 13 stycznia 2021 pojawiła się w utworze i teledysku „Żar” zespołu PRO8L3M.

## Działalność pozamuzyczna
Pięciokrotnie gościła w programie talk-show Kuba Wojewódzki. Wiosną 2011 była doradczynią Czesława Mozila podczas domów jurorskich w pierwszej edycji programu rozrywkowego X Factor.
Zagrała epizodyczną rolę Kingi w 52 odcinku w polsatowskim serialu Fala zbrodni (2006). Użyczyła głosu Karai w filmie animowanym Wojownicze Żółwie Ninja (2007). W 2019 pojawiła się w polskim spocie reklamującym serial Stranger Things.
Od 9 września 2016 do stycznia 2018 w Programie Trzecim Polskiego Radia prowadziła cotygodniową autorską audycję muzyczną Lamenty i odmęty.
Jest członkinią Rady Akademii Fonograficznej w sekcji muzyki rozrywkowej w kadencji 2024–2027.

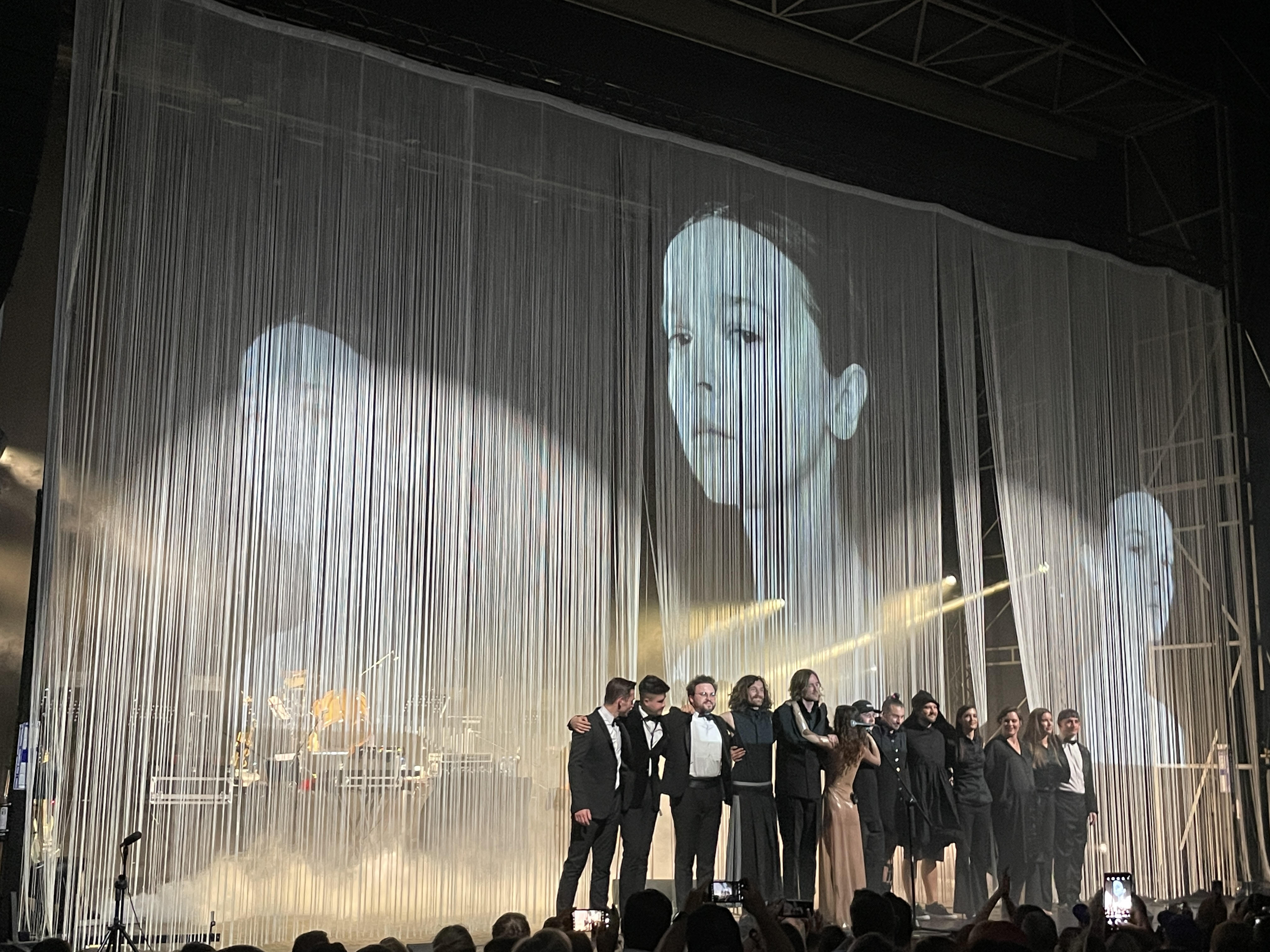
Brodka na koncercie O.sadza, 2024

Artystka znana jest także ze swoich kreacji modowych.
Zagrała rolę w filmie Kleks i wynalazek Filipa Golarza (2024).

## Dyskografia

### Albumy studyjne
- Album (2004)
- Moje piosenki (2006)
- Granda (2010)
- Clashes (2016)
- Brut (2021)
- WAWA (2024)

### Albumy koncertowe
- MTV Unplugged Brodka (2018)

### Minialbumy
- Mini Album vol. 1 (2004)
- Mini Album vol. 2 (2004)
- LAX (2012)
- Sadza (2022)

## Nagrody i wyróżnienia
| Rok  | Nagroda                                         | Kategoria                                              | Uwagi      |
| ---- | ----------------------------------------------- | ------------------------------------------------------ | ---------- |
| 2004 | Paszport „Polityki”                             | Estrada                                                | Nominacja  |
| 2005 | Fryderyk 2004                                   | Album roku pop (Album)                                 | Nominacja  |
| 2005 | Fryderyk 2004                                   | Nowa twarz fonografii                                  | Nominacja  |
| 2005 | Fryderyk 2004                                   | Wokalistka roku                                        | Nominacja  |
| 2005 | Mikrofony Popcornu                              | Wokalistka roku – Polska                               | Nagroda    |
| 2005 | Mikrofony Popcornu                              | Przebój roku – Polska („Ten”)                          | Nagroda    |
| 2005 | Eska Music Awards                               | Debiut roku                                            | Nagroda    |
| 2005 | Eska Music Awards                               | Album roku – Polska (Album)                            | Nominacja  |
| 2005 | Wiktory 2004                                    | Największe odkrycie telewizyjne                        | Nominacja  |
| 2005 | 42. KFPP w Opolu                                | Złota Premiera („Miałeś być”)                          | Nagroda    |
| 2005 | 42. KFPP w Opolu                                | Nagroda Polskiego Radia                                | Nagroda    |
| 2005 | Superjedynki                                    | Debiut                                                 | Nagroda    |
| 2005 | MTV Europe Music Awards 2005                    | Najlepszy polski wykonawca                             | Nominacja  |
| 2005 | Złote Dzioby                                    | Wykonawca roku                                         | Nominacja  |
| 2005 | Złote Dzioby                                    | Przebój roku („Ten”)                                   | Nominacja  |
| 2005 | Róże Gali                                       | Piękne debiuty                                         | Nagroda    |
| 2006 | Telekamery 2006                                 | Muzyka                                                 | 3. miejsce |
| 2006 | Viva! Najpiękniejsi                             | Najpiękniejsza Polka 2005                              | Nominacja  |
| 2006 | TOPtrendy 2006                                  | Artysta Top 2005                                       | 4. miejsce |
| 2007 | Viva! Najpiękniejsi                             | Najpiękniejsza Polka 2006                              | Nominacja  |
| 2007 | Eska Music Awards                               | Artystka roku – Polska                                 | Nominacja  |
| 2007 | Eska Music Awards                               | Hit roku pop („Znam cię na pamięć”)                    | Nominacja  |
| 2007 | Eska Music Awards                               | Album roku (Moje piosenki)                             | Nominacja  |
| 2007 | Superjedynki                                    | Wokalistka roku                                        | Nominacja  |
| 2007 | Viva Comet 2007                                 | Artystka roku                                          | Nominacja  |
| 2007 | Viva Comet 2007                                 | Teledysk roku („Znam cię na pamięć”)                   | Nominacja  |
| 2008 | Viva! Najpiękniejsi                             | Najpiekniejsza Polka 2007                              | Nominacja  |
| 2010 | Viva Comet 2010                                 | Artysta 10-lecia                                       | Nominacja  |
| 2010 | Viva! Najpiękniejsi                             | Najpiękniejsza Polka 2010                              | Nominacja  |
| 2010 | Róże Gali                                       | Muzyka                                                 | Nominacja  |
| 2010 | Paszport „Polityki”                             | Muzyka popularna                                       | Nominacja  |
| 2011 | Fryderyk 2011                                   | Album roku pop (Granda)                                | Nagroda    |
| 2011 | Fryderyk 2011                                   | Wokalistka roku                                        | Nagroda    |
| 2011 | Fryderyk 2011                                   | Piosenka roku („Granda”)                               | Nominacja  |
| 2011 | Fryderyk 2011                                   | Piosenka roku („W pięciu smakach”)                     | Nominacja  |
| 2011 | Fryderyk 2011                                   | Wideoklip roku („W pięciu smakach”)                    | Nominacja  |
| 2011 | Fryderyk 2011                                   | Kompozytor roku                                        | Nominacja  |
| 2011 | Fryderyk 2011                                   | Autor roku                                             | Nominacja  |
| 2011 | Fryderyk 2011                                   | Najlepsza oprawa graficzna albumu (Granda)             | Nominacja  |
| 2011 | Fryderyk 2011                                   | Produkcja muzyczna roku (Granda)                       | Nagroda    |
| 2011 | Eska Music Awards 2011                          | Teledysk roku („W pięciu smakach”)                     | Nominacja  |
| 2011 | Kobieta Roku Glamour                            | Piosenkarka                                            | Nagroda    |
| 2011 | TOPtrendy 2011                                  | Artysta Top 2010                                       | 4. miejsce |
| 2011 | Nagroda Muzyczna Programu Trzeciego – „Mateusz” | Muzyka rozrywkowa – wydarzenie (Granda)                | Nagroda    |
| 2012 | Fryderyki 2012                                  | Wokalistka roku                                        | Nominacja  |
| 2012 | Fryderyki 2012                                  | Wideoklip roku („Krzyżówka dnia”)                      | Nagroda    |
| 2012 | Viva! Najpiękniejsi                             | Najpiękniejsza Polka 2011                              | Nominacja  |
| 2012 | Kobieta Roku Glamour                            | Kobieta roku                                           | Nominacja  |
| 2012 | MTV Europe Music Awards 2012                    | Najlepszy polski wykonawca                             | Nagroda    |
| 2013 | Fryderyki 2013                                  | Album roku (Lax)                                       | Nominacja  |
| 2013 | Fryderyki 2013                                  | Artysta roku                                           | Nominacja  |
| 2013 | Fryderyki 2013                                  | Piosenka roku („Varsovie”)                             | Nagroda    |
| 2013 | Kobieta Dekady Glamour                          | Kobieta dekady                                         | Nagroda    |
| 2013 | Superjedynki                                    | SuperArtystka                                          | Nominacja  |
| 2016 | Róże Gali                                       | Muzyka                                                 | Nominacja  |
| 2017 | Fryderyki 2017                                  | Album roku alternatywa (Clashes)                       | Nagroda    |
| 2017 | Fryderyki 2017                                  | Teledysk roku („Up in the Hill”)                       | Nominacja  |
| 2017 | Fryderyki 2017                                  | Utwór roku („Horses”)                                  | Nominacja  |
| 2018 | MTV Europe Music Awards 2018                    | Najlepszy polski wykonawca                             | Nominacja  |
| 2019 | Fryderyki 2019                                  | Nowe wykonanie („Wszystko czego dziś chcę”)            | Nominacja  |
| 2021 | Kobieta Roku Glamour                            | Styl                                                   | Nagroda    |
| 2021 | MTV Europe Music Awards 2021                    | Najlepszy polski wykonawca                             | Nominacja  |
| 2022 | Fryderyki 2022                                  | Album roku indie pop (Brut)                            | Nominacja  |
| 2022 | Fryderyki 2022                                  | Teledysk roku („Game Change”)                          | Nagroda    |
| 2023 | Fryderyki 2023                                  | Album roku alternatywa (Sadza)                         | Nagroda    |
| 2023 | Fryderyki 2023                                  | Artystka roku                                          | Nominacja  |
| 2023 | Fryderyki 2023                                  | Utwór roku („Sadza”)                                   | Nominacja  |
| 2023 | Fryderyki 2023                                  | Teledysk roku („Sadza”)                                | Nagroda    |
| 2024 | Fryderyki 2024                                  | Nowe wykonanie („Jezioro szczęścia”)                   | Nominacja  |
| 2025 | Fryderyki 2025                                  | Album Roku Muzyka Alternatywna (WAWA)                  | Nagroda    |
| 2025 | Fryderyki 2025                                  | Singiel Roku Pop Alternatywny („Spotkanie z Warszawą”) | Nominacja  |
| 2025 | Fryderyki 2025                                  | Teledysk roku („Spotkanie z Warszawą”)                 | Nominacja  |